# کتابخانه آمریکای لاتین ویکتور سیویتا
کتابخانه آمریکای لاتین ویکتور سیویتا (به پرتغالی Biblioteca Latino-Americana Victor Civita) یک کتابخانه عمومی در شهر سائوپائولو، برزیل است که یادبود آمریکای لاتین محسوب می‌شود.